# Burgerlijk Wetboek (Niederlande)
Das Burgerlijk Wetboek (Abkürzung BW) ist das Zivilgesetzbuch der Niederlande. Es wurde 1838 verabschiedet und war bis auf das Familienrecht größtenteils eine auf die niederländischen Verhältnisse angepasste Übersetzung des Code civil, unterschied sich jedoch im systematischen Aufbau.
Im Jahr 1947 beauftragte die Regierung Eduard Meijers damit, ein neues Zivilgesetzbuch zu entwerfen. Es wurde abschnittsweise zwischen 1970 und 1992 als Nieuw Burgerlijk Wetboek (NBW) vom Parlament verabschiedet. Bei dem NBW handelt es sich um eine sogenannte Rekodifizierung. Diese ermöglichte es, die Systematik zu ändern. Dem NBW liegen umfangreiche rechtsvergleichende Untersuchungen zugrunde, weshalb das niederländische Privatrecht nun eine eigene Stellung zwischen dem romanischen und dem deutschen Rechtskreis einnimmt, von denen jeweils Elemente übernommen wurden, ebenso wie aus dem englischen Common Law.
Das neue BW regelt die Rechtsmaterien in acht Büchern:
- Buch 1: Regelungen zum Personen- und Familienrecht
- Buch 2: Gesellschaftsrecht als Regelung der juristischen Personen
- Buch 3: Allgemeiner Teil des Vermögensrechts
- Buch 4: Erbrecht
- Buch 5: Sachenrecht
- Buch 6: Allgemeiner Teil des Schuldrechts
- Buch 7: Besonderes Schuldrecht
- Buch 8: Transportvertrag, Regelungen für einen Großteil der verschiedenen internationalen Verträge auf diesem Gebiet.